# 国際電気
株式会社国際電気（こくさいでんき、英: KOKUSAI DENKI Electric Inc.）は、日本の電気機器メーカー。
同社は、日立グループ内にて無線通信機器や放送・映像機器の製造販売を手がけていた、国際電気・日立電子・八木アンテナの3社が、2000年10月1日付で、旧国際電気を存続会社として合併して誕生した（八木アンテナはその後同社の100%子会社として分社化）。2023年12月27日より日清紡ホールディングスの連結子会社となった。
旧国際電気は、国際無線電信・国際無線電話・国際海底線電話の設備建設保守を業務とする特殊会社として国策により設立された、国際電気通信の狛江工場を源流とする。

## 主な事業内容
主に無線通信システム、放送映像システムが主力。かつては音声タイプの携帯電話やポケットベルも製造していた（旧国際電気にて）。現在でもNTTドコモ向けなどに、FOMA通信モジュール（UM02-KO）などを製造している。
- 無線通信システム
移動体通信用インフラ、防災行政無線システム、交通・運輸向け無線システム、構内無線システム、消防無線システム、各種無線機器、ワイヤレスブロードバンド、無線パケット通信機、航空管制用無線電話装置、航空機・船舶搭載機器
- 情報処理システム
証券・金融ソリューションシステム、株価通報システム、マルチメディア情報表示システム
- 放送システム
ファイルベース映像報道編集・記録・送出システム、伝送・送信システム、中大電力送信機、受信システム、放送カメラ、エリアワンセグシステム、家庭用テレビ受信機器、共同受信用機器、CATV用設備・機器
- 監視システム・画像処理
広域ネットワーク監視システム、プラント監視システム、セキュリティー監視システム、産業用カメラ

※子会社取り扱い事業を含む

### 過去の事業
かつて営んでいた成膜プロセスソリューション事業は、2018年6月1日より株式会社KOKUSAI ELECTRICが継承している。
- 事業内容
  - 半導体製造装置
バッチサーマルプロセス装置、バッチ高温アニール装置、バッチEpi-SiGe・Epi-Si装置、200mmウェーハ対応バッチサーマルプロセス装置、シリコンエピタキシャル成長装置、枚葉プラズマ窒化・酸化装置、枚葉アッシング装置
- 事業所（工場）
  - 富山事業所（富山県富山市、半導体製造装置）- 富山八尾中核工業団地に立地。
- 主なグループ会社
  - 国際電気セミコンダクターサービス（富山県富山市）- 半導体製造装置の保守サービスほか。
  - Kokusai Electric Korea Co., Ltd.（韓国）- 韓国半導体メーカー向け製造装置の製造、販売、保守、据付を手がける。

## 沿革
前述したように日立グループの同業3社が合併して成立した会社である。

### 旧・国際電気
無線通信機器や情報処理装置、そして半導体製造システムを手がけていた。
- 1940年（昭和15年）- 国際電気通信が東京都狛江町に自家用通信機工場（狛江工場）を開設[3]。
- 1948年（昭和23年）- 国際電気通信の逓信省への業務移管に伴い、狛江工場を電元工業（現・新電元工業）として分離。
- 1949年（昭和24年）- 電元工業から狛江工場が独立し、国際電気株式会社を設立。
- 1954年（昭和29年）- 日本初の列車誘導無線装置を阪神電気鉄道に納入。
- 1957年（昭和32年）- 日本電信電話公社に日本最初の誘導無線方式公衆用列車無線電話装置を納入。
- 1961年（昭和36年）- 東証1部上場。国産初の業務用電子レンジを発売[4]。
- 1963年（昭和38年）- 日本初の純国産拡散炉開発。
- 1967年（昭和42年）- 東京都西多摩郡羽村町に羽村工場を開設し、狛江工場から移転。のち2013年10月に閉鎖。
- 1985年（昭和60年）- 山梨県富士吉田市に富士吉田工場を開設。のち2002年3月に閉鎖。
- 1989年（平成元年）
  - 富山県婦負郡八尾町に富山工場を開設。
  - 仙台市泉区に仙台研究所（のちの八木記念情報通信システム研究所）を開設。のち2003年12月に閉鎖。
  - 大韓民国天安市に現地法人・KOKUSAI ELECTRIC KOREA CO.LTD を設立。
- 1996年（平成8年）千歳市に千歳工場を開設。のち2003年12月に閉鎖。

### 旧・日立電子
無線通信機器や放送・映像機器を手がけていた。
- 1948年（昭和23年）- 芝電気株式会社設立。商標は「シバデン」。
- 1955年（昭和30年）- 昭和電子株式会社を設立。
- 1956年（昭和31年）- テレビカメラの国産化に成功。
- 1958年（昭和33年）
  - アナログコンピュータがベルギー万博でグランプリを受賞。
  - 東京都北多摩郡小平町（現・小平市）に小金井工場を新設。
  - 国産初の放送用VTRを完成。
- 1961年（昭和36年）
  - 芝電気が東証・大証2部に上場。
  - 昭和電子が日立電子株式会社に社名変更。
- 1964年（昭和39年）- 東京オリンピックにVTR独占供給、カメラ、中継機も活躍。
- 1967年（昭和42年）- 芝電気の製造会社として東北シバデン株式会社を設立[注釈 1]。
- 1973年（昭和48年）- 芝電気を存続会社として日立電子が合併し、新生・日立電子が発足。
- 1975年（昭和50年）- 山梨県北巨摩郡小淵沢町（現・北杜市）に小淵沢工場を開設（2001年12月閉鎖）。
- 1978年（昭和53年）- 家庭用ビデオカメラ（発売元は日立家電販売）を開発[注釈 2][5]。

### 旧・八木アンテナ
八木式アンテナの発明者である八木秀次博士が設立した。
- 1952年（昭和27年）- 八木アンテナ株式会社を設立。
- 1957年（昭和32年）- 国産第1号8段スーパーターンスタイルアンテナ開発（北海道放送に納入）。
- 1959年（昭和34年）- 複合アンテナ開発（特許取得）。
- 1960年（昭和35年）- 埼玉県大宮市（現・さいたま市見沼区）に大宮工場を新設。
- 1962年（昭和37年）- 東証2部に上場。

### 合併後
- 2000年（平成12年）10月1日 - 国際電気を存続会社として、日立電子・八木アンテナが合併。株式会社日立国際電気に社名変更。
- 2001年（平成13年）
  - アキタ電子（現・日立ソリューションズ・テクノロジー）の持ち株全てを日立製作所に売却し、電子部品事業より撤退。
  - 小淵沢事業所を閉鎖。
  - 仙台事業所を分社化し、東北電子エンジニアリングを設立。
- 2002年（平成14年）- 富士吉田事業所を閉鎖。
- 2003年（平成15年）- 千歳事業所および八木記念情報通信システム研究所を閉鎖。
- 2004年（平成16年）- 八木アンテナ事業部を分社化。
- 2006年（平成18年）
  - 本社を秋葉原UDXビルに移転。
  - 富山工場に生産棟を新設。
  - 小金井工場に事務・設計棟を新設。
- 2009年（平成21年）3月 - 日立製作所が株式公開買付け（TOB）を実施。その結果、出資比率が約52%に達し、同社の子会社となる。
- 2010年（平成22年）- 東北電子エンジニアリングを吸収合併し、仙台分工場を設立。
- 2013年（平成25年）
  - 4月 - 仙台分工場を子会社である五洋電子に移管。事業集約により八木アンテナなど一部子会社が消滅。
  - 10月 - 小金井工場の生産棟を改築。旧・国際電気の主力工場であった羽村工場を閉鎖し、その機能を小金井工場に集約。旧・八木アンテナ大宮工場の機能も同工場に集約[6]。小金井工場を東京事業所へ改称。
- 2016年（平成28年）10月 - 本社を東京都港区西新橋の日立愛宕別館に移転。
- 2017年（平成29年）
  - 4月 - 米・プライベート・エクイティ・ファンドのコールバーグ・クラビス・ロバーツ（KKR）がTOBを発表。しかし、市場価格が買付け価格を上回る状態が続いたため、KKRはTOBを見送った[7]。
  - 10月 - KKR傘下のHKEホールディングスはTOB価格を従来の2503円から2900円に引き上げ、TOBを再開した[8]。一方、米・ヘッジファンドのエリオット・マネジメントも株式購入を進め、当局への報告書において8.59％の株式を保有していることが判明した[9]。
  - 12月9日 - TOB成立によりKKR傘下のHKEホールディングスは普通株式25.55%（2624万2364株）を取得[10][11]。
- 2018年（平成30年）
  - 3月9日 - 東京証券取引所上場廃止
  - 3月14日 - 株式併合を行い、株主が日立製作所及びHKEホールディングスのみとなる[12]。
  - 5月31日 - 日立製作所の保有全株式を自己株式として取得[13]。子会社の日立国際八木ソリューションズが、国際電気テクノサービスおよびエッチエスサービスを吸収合併し、株式会社HYSエンジニアリングサービスに商号変更[14]。
  - 6月1日 - 成膜プロセスソリューション事業をHKEホールディングスに吸収分割。同社は株式会社KOKUSAI ELECTRICに商号変更[13][15]。
  - 6月4日 - KOKUSAI ELECTRICが保有する当社株式を、日立製作所へ20%、日本産業パートナーズ傘下のHVJホールディングスへ20%、それぞれ譲渡する予定[13]。
- 2019年（令和元年）7月 - 半導体製造装置メーカーの米・アプライド・マテリアルズがKOKUSAI ELECTRICの買収を発表。しかし、その後中国の規制当局から承認を得られず、2021年3月に契約を解除[16]。KKRは解約手数料として1億5400万ドルを受け取った模様[17]。
- 2020年（令和2年）2月 - KOKUSAI ELECTRICが保有全株式をHVJホールディングスに譲渡[18]。
- 2023年（令和5年）
  - 5月31日 - 日本産業パートナーズ傘下のHVJホールディングスが保有している当社株式の全てを、同年7月31日付で日清紡ホールディングスに譲渡し、同社グループ入りする予定であると発表[19][20]。
  - 7月28日 - 上記日清紡ホールディングスへの株式譲渡について、公正取引委員会における企業結合審査に要する時間を考慮し、当初予定の7月31日から延期すると発表[21]。
  - 12月27日 - 上記の株式譲渡が完了（日清紡ホールディングスがHVJホールディングスの全株式を取得）し、日清紡ホールディングスの連結子会社となる[2]。
- 2024年（令和6年）12月27日 - 株式会社国際電気（英: KOKUSAI DENKI Electric Inc.）に商号変更[2]。

## 事業所
- 本社（東京都港区）- 主として企画・営業部門が存在。
- 東京事業所（東京都小平市、通信・情報システム、放送・映像システム、特機システム）- 旧日立電子の主力工場であった。

## 主なグループ会社
- HYSエンジニアリングサービス（東京都小平市）- 通信・放送・映像・情報機器/システムの保守・修理・運用支援・設置工事、計測機器の保守・修理、アンテナの設計・開発・販売など。
  - 日立国際電気サービス・八木アンテナ・日立国際電気エンジニアリングの3社が2013年4月1日をもって合併・統合[6]した日立国際八木ソリューションズが、2018年5月31日をもって国際電気テクノサービスとエッチエスサービスを吸収合併し、商号変更。
- 五洋電子（秋田県潟上市、宮城県柴田郡柴田町）- 映像・無線ネットワーク部門の生産を担っている。
- Hitachi Kokusai Linear Equipamentos Eletrônicos S/A（ブラジル）- 南米における地上デジタル放送機器事業を手がける。

他、北米・欧州・アジア各地にグループ会社が存在している。

### 過去存在したグループ会社
- 国際電気テクノサービス（東京都小平市）- 保険、商事、ビルメンテナンス、技術、情報、人材派遣、物流サービス事業。
- エッチエスサービス（東京都新宿区）- 電気工事、各種無線機、ビデオ機器の設計、製造、販売、据付工事、保守。